# 中国国家天文
《中国国家天文》是中国科学院国家天文台主办的天文学杂志，创办于2006年10月，2011年8月-12月暂停调整，2012年重新开始发行。杂志主要刊登关于天文学最新进展、历史、天文学家方面的内容，并对于当时的天文学新闻进行跟踪报道（如嫦娥1号发射、LAMOST建成等）。此外，每期都转载天空与望远镜杂志的文章。

## 合作媒体
- 航天员（中国）
- 天空與望遠鏡雜誌（Sky & Telescope，美国）
- 新浪